# Лемяхов, Савин Данилович
Са́вин Дани́лович Ле́мяхов (16 марта (28 марта) 1824 года, Пинежский уезд, Архангельская губерния — 27 сентября (9 октября) 1895 года, Архангельск) — архангельский купец и общественный деятель, городской голова в 1884—1893 годах (три срока подряд). 
Купец 1-й гильдии, крупный благотворитель.

## Биография
Савин Лемяхов родился в Пинежском уезде в мещанской семье. В 1857 году записался в Архангелогородский посад и купечество 3-й гильдии. Впоследствии стал купцом 2-й гильдии, а затем и 1-й гильдии. Занимался оптовой торговлей хлебными припасами.
С 1862 по 1863 год был судьей торгового словесного суда, а с 1865—1868 годах состоял депутатом Архангельской торговой депутации. В 1868 году, вместе с купцами (Е.А. Плотниковым, В. Ф. Бравановым и др.), торговцами из мещан (И. А. Филиным, Н. Песошниковым, М. Соболевым и др.), крестьянами (Д. Морозовым, С. Тарасовым и др.) основал Русский соединённый клуб, состоявший из 50 учредителей.
С 1870 года избирался гласным Архангельской городской думы и членом городской управы. В 1877—1884 годах был членом Архангельского коммерческого суда, после чего стал директором Дирекции запасного хлебного магазина.
В 1884—1893 годах трижды избирался архангельским городским головой. В соответствии со статьями Городового положения от 16 июня 1870 года, как глава городского общественного самоуправления, Лемяхов председательствовал в городской думе и в ее исполнительном органе — городской управе. Под его руководством, 11 июня 1892 года было введено новое Городовое положение, утверждённое императором Александром III в ходе проводимых им контрреформ.
Лемяхов активно занимался благотворительной деятельностью. Так, в 1888 году он внёс вклады в размере двух тысяч рублей в пользу детских приютов и помощь учащимся, а также восемь тысяч рублей на церковь в Соломбале. В 1895 году он пожертвовал 14 800 рублей, на которые учредил десять стипендий собственного имени в Николаевской богадельне.
Скончался 14 сентября (26 сентября) 1861 года в Архангельске и был похоронен на кладбище Михайло-Архангельский монастыря). Его могила не сохранилась, в 30-е годы XX века она была снесена вместе с монастырем и кладбищем.

## Семья
- Первая жена — Степанида Васильевна Лемяхова (1828 — после 1863)
  - Сын — Иван, дочери — Татьяна (родилась в 1853 году) и Екатерина (родилась в 1857 году).
- Вторая жена — Екатерина Петровна Колесова (1839 — после 1880), мещанка
  - Сын — Иван

## Награды
- 2 золотые медали «За усердие» на Станиславской ленте
- Серебряная медаль «За усердие» на Аннинской ленте
- Знак Красного Креста

## Дом Лемяхова
В середине XIX века Савин Лемяхов возвёл в районе Соборной площади на Троицком проспекте Архангельска жилой дом для себя и своего семейства. Дом представляет собой небольшое двухэтажное каменное здание, стоящее между двух более крупных сооружений. Это здание пережило все реконструкции проспекта и уничтожение Соборной площади, сохранившись до настоящего момента. Сейчас Дом С.Д. Лемяхова (адрес — Троицкий проспект, д. 62) находится под охраной государства как памятник архитектуры и градостроительства регионального значения (№ 2900314000), а его в помещениях располагаются аптека и гриль-бар.